# Kunle Odunlami
Kunle Ebenezer Odunlami (30 de abril de 1991) é um futebolista profissional nigeriano, atua como defensor, atualmente defende o Sunshine Stars F.C..